# Frodo Bisagin
Frodo Bisagin (tudi Frodo Bogataj; v angleškem izvirniku Frodo Baggins) je namišljena oseba iz Tolkienove trilogije Gospodar prstanov. Je preprost hobit, ki živi na Šajerskem.
Frodo je nečak Bilba Bisagina, ki ima v lasti Prstan Mogote. Bilbo mu na svoj 111. rojstni dan izroči Prstan, sam pa odide k vilinom.
Sauron začne iskati Prstan, zato je Frodo v veliki nevarnosti. Skupaj s Samom, Pipinom in Medom odnese Prstan v Razendel. Tu ga določijo za Prstanonosca, z nalogo da uniči Prstan.
V Jaksonovih filmih Gospodar prstanov ga je upodobil Elijah Wood.

## Frodov rodovnik
```
Bilbo Bisagin
 = Berylla Boffin
              |
       ------------------------    
       |                      |
     Mungo    Largo 
Bisagin
 = 
Tanta Hornblower

(Bilbov praded)               |
                        Fosco = Ruby Bolger
                              |
          -----------------------------------------
          |       |                               |
        Dora   Drogo = 
Primula Brandybuck
        Dudo  
                     |                            |
                   
Frodo
                  Daisy = Griffo Boffin
```